# Gunung Sanggaudeng
Gunung Sanggaudeng är en kulle i Indonesien.   Den ligger i provinsen Aceh, i den västra delen av landet, 1 700 km nordväst om huvudstaden Jakarta. Toppen på Gunung Sanggaudeng är 78 meter över havet.
Terrängen runt Gunung Sanggaudeng är huvudsakligen platt, men norrut är den kuperad. Terrängen runt Gunung Sanggaudeng sluttar söderut. Runt Gunung Sanggaudeng är det glesbefolkat, med 12 invånare per kvadratkilometer. I omgivningarna runt Gunung Sanggaudeng växer i huvudsak städsegrön lövskog.